# Natascha Beller
Natascha Beller (* 17. Februar 1982 in Zürich) ist eine Schweizer Drehbuchautorin und Regisseurin. Sie ist Co-Autorin des Viral-Hits America First, Switzerland Second. 2019 wurde ihr erster Kinofilm Die fruchtbaren Jahre sind vorbei veröffentlicht.

## Leben
Natascha Beller studierte von 2006 bis 2010 an der Zürcher Hochschule der Künste. Im Anschluss machte sie eine Drehbuchausbildung in New York. 2010 gewann sie den ADC Young Creatives Award.
Ihr grösster Publikumserfolg als Co-Autorin ist American First, Switzerland Second, den sie zusammen mit dem Autorenteam von der Sendung Deville und ihrem Lebenspartner Patrick Karpiczenko „Karpi“ schrieb. Der satirische Clip, der von einer niederländischen Version inspiriert war, wurde in der Schweiz zum beliebtesten Youtube-Video des Jahres 2017 mit über zwölf Millionen Aufrufen. Der Clip wurde für die SRF-Sendung Late-Night-Show Deville produziert. Von 2016 bis 2020 war Natascha Beller Autorin und Regisseurin der Late-Night-Show.
Mit Patrick Karpiczenko betreibt Beller seit 2016 die Firma Apéro Film GmbH.
2019 brachte sie ihren ersten Film Die fruchtbaren Jahre sind vorbei in die Kinos. Für den Film zeigte sie sich für Drehbuch, Regie und Produktion verantwortlich. Die Komödie feierte 2019 auf der Piazza Grande am Locarno Filmfestival Premiere und war dort, sowie an den Solothurner Filmtagen 2020, für den Publikumspreis nominiert.
2020 realisierte Natascha Beller ihre erste TV-Serie bei SRF Advent Advent. Die vierteilige Krimiparodie spielt in einem weihnachtlichen Setting.
Natascha Beller ist die Tochter von Bau-Unternehmer Walter Beller (1949–2020).

## Filmografie (Auswahl)
- 2022: Ruby[13] (Regie[14], TV-Serie für ZDFneo und die ZDFmediathek, Comedy-Serie[15])
- 2020: Advent, Advent (Drehbuch & Regie, TV-Serie SRF, Krimi-Parodie)
- 2016–2020: Deville (Autorin & Regie, 71 Episoden, SRF Late-Night-Show)
- 2019: Die fruchtbaren Jahre sind vorbei (Drehbuch & Regie & Produktion, Spielfilm, Komödie)
- 2019: Der Bestatter (Autorin Staffel 7, Drehbuch Folge 4 „Das letzte Einhorn“, TV-Serie SRF, Krimi)
- 2019: Einfach Zürich filmischer Beitrag zu „Bassersdorf“ für die permanente Ausstellung im Landesmuseum
- 2019: Ausgelacht (Co-Autorin, Hörspiel Radio SRF, Krimi mit Humor)
- 2017: Zwiespalt (Drehbuch, TV-Film SRF, Drama *Gewinner Fernsehfilmfestival Baden-Baden)
- 2017: MIGROS Migusto „Kochwissen“ (Co-Autorin, 21 Episoden, Werbung)
- 2015: Suspekt (Autorin, 2 Folgen, „Suspekt-Krimi Live Hörspielaufzeichnung“, Comedy-Fantasy-Krimi)
- 2014: Vaterjagd (Drehbuch, TV-Film SRF, Komödie)
- 2014: Höchste Zeit (Drehbuch, Kurzfilm «Junge Talente», Komödie)
- 2013: Das Zimmer 530 (Drehbuch & Regie, Kurzfilm „Hotel Film Award“, Komödie)
- 2010: May (Drehbuch & Regie, ZHdK Bachelorfilm *erhielt diverse Auszeichnungen, Drama)